# Припрутье
Припрутье (укр. Припруття) — село в Боянской сельской общине Черновицкого района Черновицкой области Украины.
Население по переписи 2001 года составляло 2206 человек. Почтовый индекс — 60325. Телефонный код — 3733. Код КОАТУУ — 7323085701.

## История
В 1946 г. Указом ПВС УССР село Бояны-Легучины переименовано в Припрутье.
До 2020 года входило в Новоселицкий район